# Rolland-Pilain
Rolland-Pilain je bila avtomobilska tovarna, ki sta jo leta 1905 ustanovila François Rolland in Emile Pilain v francoskem mestu Tours. Zaradi omejenih financ je tovarna razvila številne inovativne rešitve, na primer hidravlični zavorni sistem, izdelovali pa so tako družinske, kot tudi športne in luksuzne avtomobile. 
Med sezonama 1912 in 1926 je tovarna nastopala tudi na dirkah za Veliko nagrado. Skupno so nastopili na dvajsetih dirkah, na katerih so dosegli eno zmago in še eno uvrstitev na stopničke. Edino zmago je dosegel Albert Guyot na dirki za Veliko nagrado San Sebastiána 1923, ko je Rolland-Pilain dosegel dvojno zmago, saj je bil drugi Gaston Delalande. Z dirkalniki Rolland-Pilain A22, B22, C23 in Schmidt so dirkali še Louis Wagner, Victor Hemery, Gaston Delalande, Jules Goux in Giulio Foresti.
Rolland in Pilain sta zaradi pomanjkanja finančnih sredstev zgubila nadzor na podjetjem leta 1926, dokončno pa je propadlo leta 1932, skupno je tovarna izdelala preko 5000 avtomobilov.